# Galzigbahn
| Galzigbahn                                    | Galzigbahn                      |
| --------------------------------------------- | ------------------------------- |
| Talstation mit Streckenansicht der Galzigbahn |                                 |
| Standort:                                     | St. Anton am Arlberg Österreich |
| Bauart:                                       | Funitel                         |
| Baujahr:                                      | 2006                            |
| Berg:                                         | Galzig                          |
| Talstation:                                   | St. Anton am Arlberg, 1320 m    |
| Höhendifferenz:                               | 766 m                           |
| Bergstation:                                  | Galzig, 2086 m                  |
| Streckenlänge:                                | 2542 m                          |
| Fahrdauer:                                    | 9,14 min                        |
| Anzahl der Gondeln:                           | 28 Stk.                         |
| Anzahl der Stützen:                           | 13 Stk.                         |
| Kapazität:                                    | 2200 Pers./Stunde               |
| Hersteller:                                   | Doppelmayr                      |
| Betreiber:                                    | Arlberger Bergbahnen AG         |
| Website:                                      | www.abbag.com                   |

Die Galzigbahn ist eine Luftseilbahn (Funitel) in St. Anton am Arlberg im österreichischen Bundesland Tirol. Die Talstation liegt im westlichen Ortszentrum von St. Anton und führt auf den St. Antoner Hausberg Galzig.
Die Galzigbahn verbindet eine Talstation auf 1320 m ü. A. mit einer Bergstation in 2086 m ü. A. Die Anlage befindet sich im Eigentum der Arlberger Bergbahnen AG und befindet sich im Skigebiet Ski Arlberg.

## Geschichte

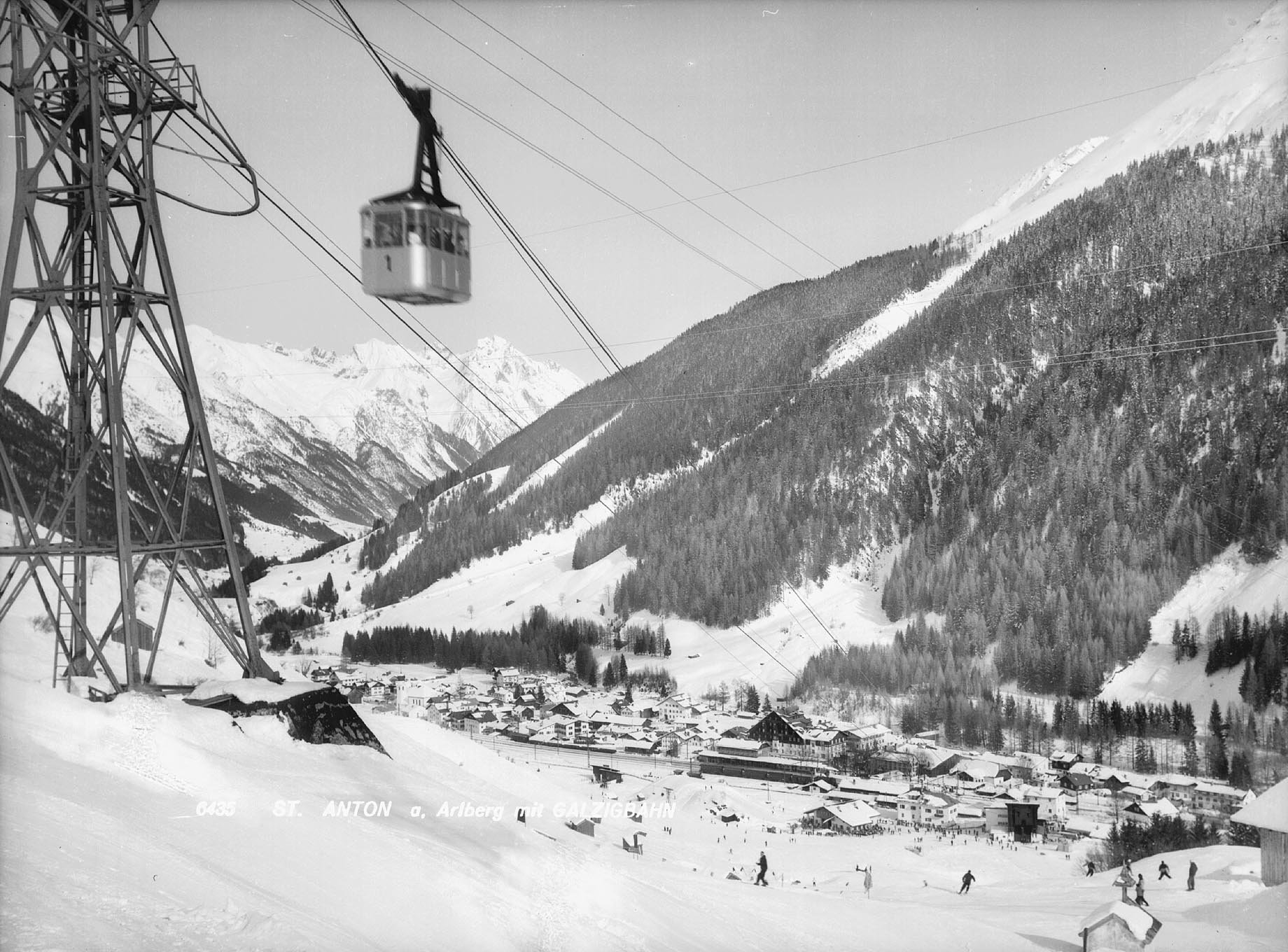
Alte Galzigbahn mit Blick auf St. Anton

Die erste Galzigbahn wurde am 19. Dezember 1937 eröffnet, sie war die erste Bergbahn am Arlberg. Als Wegbereiter, Verfechter und Visionär für den Bau der Galzigbahn gilt Rudolf Gomperz, der 1942 deportiert und im KZ Maly Trostinez ermordet wurde. Die Bahn führte von der Talstation auf 1304 m bis auf den Galzig auf 2080 m und wurde hauptsächlich für den Winterbetrieb genutzt. Damals hatte die Bahn eine Förderkapazität von 120 Personen in der Stunde. In die zwei Kabinen passten je etwa 30 Personen. Bereits im ersten Jahr beförderte die Galzigbahn 60.000 Personen. Dem Bau der Galzigbahn folgte die Gründung der Arlberger Bergbahnen AG, welche heute das Skigebiet Arlberg betreiben.
Im Jahr 1964 fand der letzte Umbau und die letzte Renovierung der alten Bahn statt. Danach hatte die Galzigbahn eine Förderleistung von 700 Personen in der Stunde. Doch dies wurde mit der Zeit zu wenig und es bildeten sich regelmäßig größere Warteschlangen. Im Jahr 1990 wurde die in der Nähe stehende Gampenbahn von einem 2er-Sessellift in einen modernen 4er-Sessellift mit Wetterschutzhaube umgebaut. Doch auch diese Erhöhung der Förderleistung war dem starken Zustrom von Wintersportlern immer weniger gewachsen, und es bildeten sich längere Warteschlangen.

## Neubau 2006

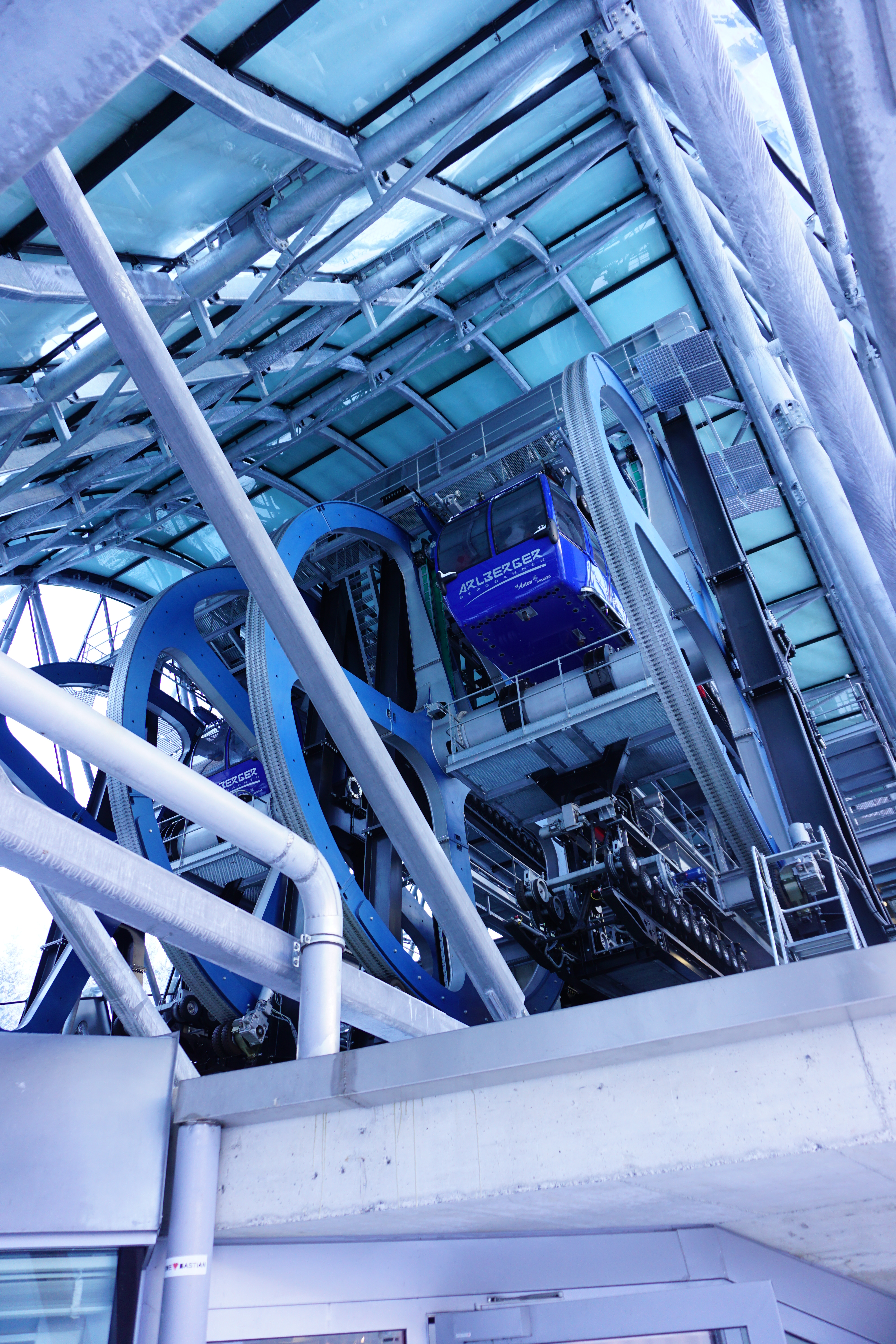
Eine Kabine wird mittels Riesenrad ein Stockwerk höher gebracht

Da viele Bahnen am Arlberg moderne Seilbahnen mit zum Teil eingebauter Sitzheizung sind, war der konsequente Schritt der Abriss und Neubau der Galzigbahn. Die neue Bahn wurde am 9. Dezember 2006 eröffnet.
Die neue Galzigbahn verwendet das Funitel-System, bei dem die Kabinen auf zwei parallel laufende Seile gekoppelt werden. Kombiniert wurde das Funitel-System mit einer Weltneuheit im Seilbahnbau. Die Kabinen werden, nachdem sie in die Talstation eingefahren sind, auf zwei „Riesenräder“ aufgesetzt und etwa 8 m abgesenkt, dadurch können die Fahrgäste ebenerdig ein- und aussteigen. Danach werden die Kabinen wieder angehoben, beschleunigt und auf die Seile geklemmt.
Die neue Bahn hat 28 Kabinen, von denen jede 24 Personen transportieren kann, davon 12 sitzend und 12 stehend. Die Geschwindigkeit beträgt 6 m/s. Die Förderleistung wurde im Vergleich zur alten Bahn mit 2200 Pers./h mehr als verdreifacht. Architekt der Talstation ist Georg Driendl. Das Gebäude hat eine Glasfassade und damit ist die gesamte Bahntechnik sichtbar. In der Nacht wird das Gebäude effektvoll beleuchtet.
In der Bergstation der Galzigbahn befinden sich mehrere Restaurants und ein Skigeschäft. Außerdem ist die Talstation der Vallugabahn I in den Gebäudekomplex integriert.

## Daten
- Talstation: 1319 m 47° 7′ 41,5″ N, 10° 15′ 46,4″ O
- Bergstation: 2085 m 47° 7′ 50,7″ N, 10° 13′ 51,8″ O
- Antrieb in der Bergstation und die Gewichtsspannung in der Talstation
- Seildurchmesser: 52 mm
- Gesamtlänge des Seiles: ca. 10.450 m (rund 110 Tonnen Gewicht)
- Förderleistung: 2200 Personen in der Stunde
- Fahrgeschwindigkeit max.: 6 m/s
- 28 Kabinen für je 24 Personen
- Fahrzeit: 9:14 min
- Antrieb: vier Motoren mit je 500 kW und zwei Getriebe